# Eduard Lebiedzki
Eduard Lebiedzki (Děčín, 9 marzo 1862 – Vienna, 28 novembre 1915) è stato un pittore austriaco.

## Biografia

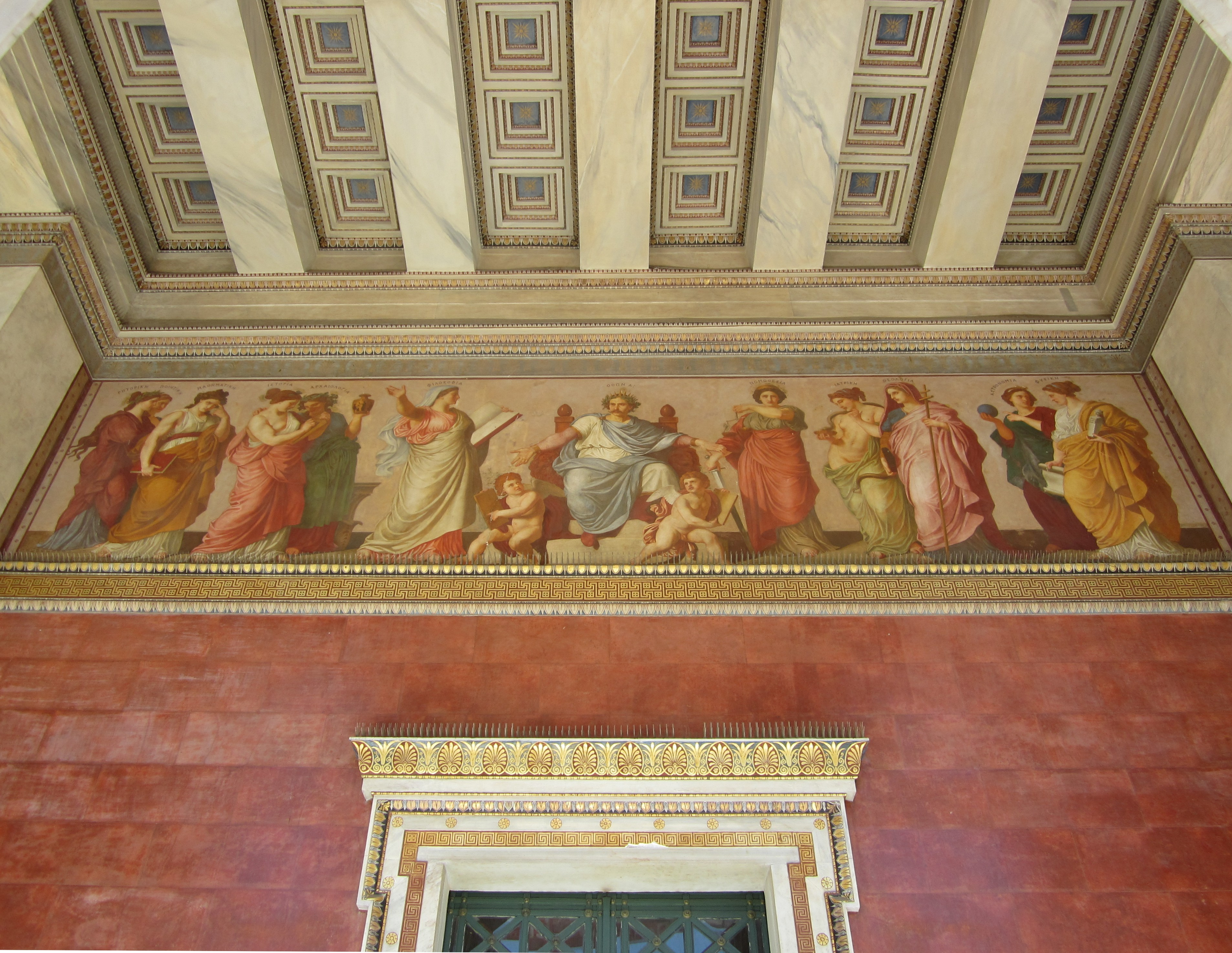
Eduard Lebiedzki: affreschi dell'Università nazionale capodistriana di Atene, 1888.

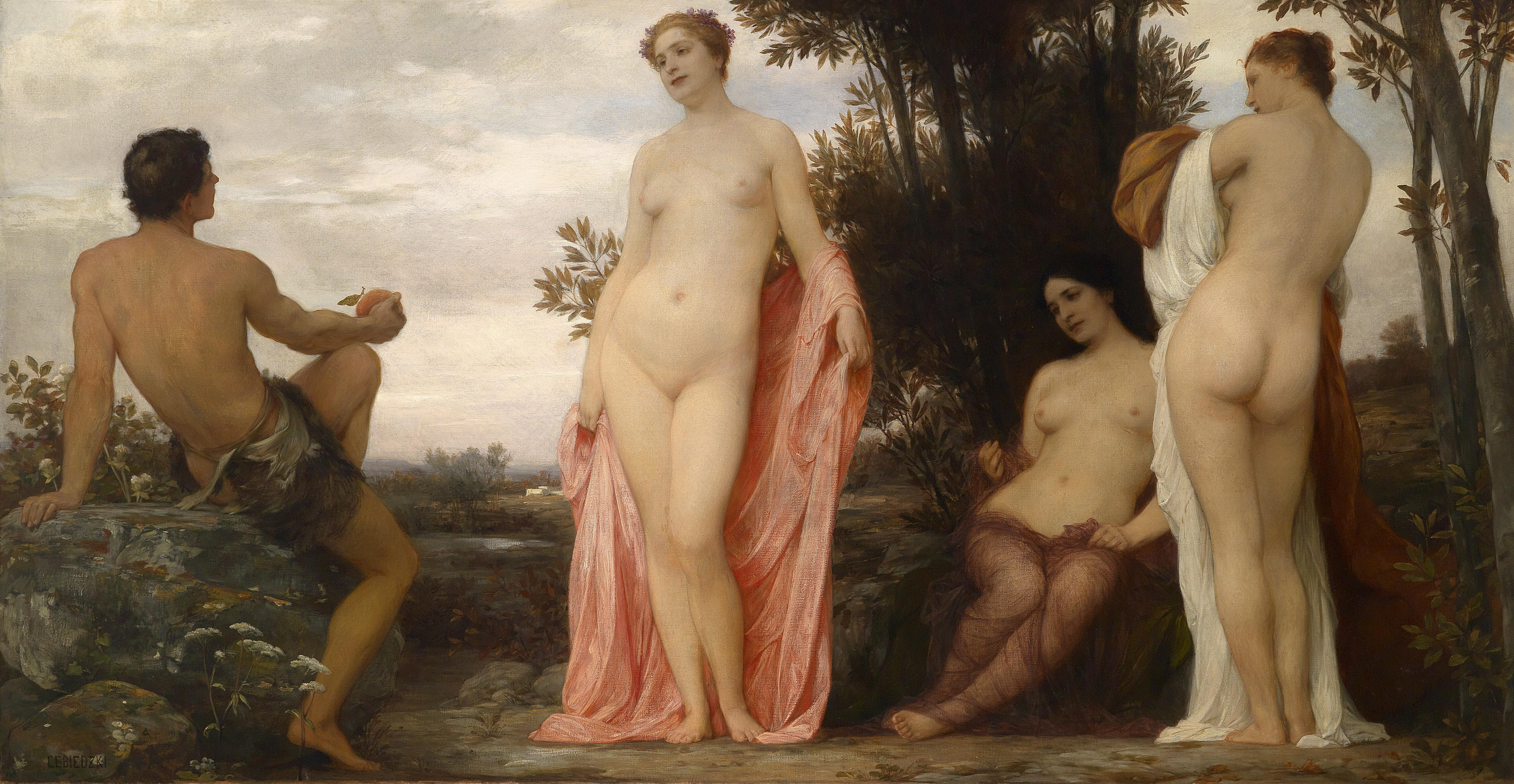
Eduard Lebiedzki: Il giudizio di Paride (1906 circa).

Studiò pittura a Vienna con Christian Griepenkerl e visitò Firenze, Roma, Parigi ed Atene.
Realizzò gli affreschi dell'Università nazionale capodistriana di Atene (1888) e quelli del portico del Parlamento di Vienna (1907-1911) e fu autore di numerosi dipinti, sia quadri con soggetti pastorali o mitologici, come "Sansone e Dalila" ed "Il giudizio di Paride", sia ritratti di personaggi suoi contemporanei come Friedrich Ludwig Arnsburg e Heinrich von Ferstel.

## Opere
I monumentali affreschi dell'Università nazionale capodistriana di Atene rappresentano i seguenti soggetti:
- Re Ottone I di Grecia
- Le origini della filosofia greca
- I fondatori di Atene
- L'età d'oro di Atene
- I filosofi di Atene
- Aristotele e i suoi allievi

Gli affreschi realizzati nel portico del Parlamento viennese raffigurano invece delle figure allegoriche su sfondo dorato che rappresentano "i principali ideali e ruoli economici de Parlamento". L'opera ha una lunghezza totale di oltre 120 metri e 2,30 metri di altezza e fu purtroppo gravemente danneggiata nel corso della seconda guerra mondiale.